# Mister Model International
Mister Model International es un concurso mundial de belleza masculina de origen estadounidense, que se que se celebra anualmente desde el 2013. Candidatos de aproximadamente 30 países (independientes o autónomos) del mundo se reúnen cada año en el país sede para competir por el título, aunque en algunas ediciones también hubo representantes de regiones como Isla Santa Catalina (Estados Unidos), la Isla Saona (República Dominicana) y la Islas Fernando de Noronha (Brasil). El ganador del concurso lleva el título por un período de un año, añadiendo a él, el año en que lo ganó.
El ganador de Mister Model Internacional 2024 y actual titular del concurso es Eduardo Horvath de Brasil, quien ganó el título, el 11 de mayo de 2024 en Cartagena de Indias, Colombia.

## Ganadores
| Edición | Nombre               | País                | Sede                                | Número de participantes |
| ------- | -------------------- | ------------------- | ----------------------------------- | ----------------------- |
| 2024    | Eduardo Horvath      | Brasil              | Cartagena de Indias, Colombia       | 23                      |
| 2021    | Bryan Matos          | Puerto Rico         | Santo Domingo, República Dominicana | 29                      |
| 2019    | Sergio Ayala Pichoto | España              | Chiang Mai, Tailandia               | 25                      |
| 2018    | José-Manuel Alcalde  | Chile               | Miami, Estados Unidos               | 28                      |
| 2016    | Narapat Sakunsong    | Tailandia           | Nueva Deli, India                   | 27                      |
| 2015    | Melvin Roman         | Puerto Rico         | Miami, Estados Unidos               | 21                      |
| 2014    | Victor Zanatta       | Fernando de Noronha | Santo Domingo, República Dominicana | 16                      |
| 2013    | Willian Rech         | Brasil              | Santo Domingo, República Dominicana | 10                      |

## Países ganadores
| País                | Títulos | Año(s)     |
| ------------------- | ------- | ---------- |
| Brasil              | 2       | 2013, 2024 |
| Puerto Rico         | 2       | 2015, 2021 |
| España              | 1       | 2019       |
| Chile               | 1       | 2018       |
| Tailandia           | 1       | 2016       |
| Fernando de Noronha | 1       | 2014       |

## Ranking
| #  | País/Región          | Ganador | 1.er Finalista | 2.º Finalista | 3.º finalista | 4.º finalista | 5.º finalista | Semifinalista | Total |
| -- | -------------------- | ------- | -------------- | ------------- | ------------- | ------------- | ------------- | ------------- | ----- |
| 1  | Brasil               | 2       | 1              | 1             | 0             | 0             | -             | 2             | 6     |
| 2  | Puerto Rico          | 2       | 1              | 0             | 1             | 0             | -             | 2             | 6     |
| 3  | España               | 1       | 1              | 1             | 0             | 0             | -             | 2             | 5     |
| 4  | Fernando de Noronha  | 1       | 1              | 0             | 0             | 0             | -             | 2             | 4     |
| 5  | Tailandia            | 1       | 0              | 1             | 0             | 1             | -             | 1             | 4     |
| 6  | Chile                | 1       | 0              | 0             | 0             | 0             | -             | 2             | 3     |
| 7  | Colombia             | 0       | 1              | 0             | 1             | 0             | -             | 1             | 3     |
| 7  | India                | 0       | 1              | 0             | 1             | 1             | -             | 2             | 5     |
| 8  | Isla Saona           | 0       | 1              | 0             | 0             | 0             | -             | 0             | 1     |
| 8  | Italia               | 0       | 1              | 0             | 0             | 0             | -             | 0             | 1     |
| 9  | Estados Unidos       | 0       | 0              | 1             | 0             | 1             | -             | 3             | 5     |
| 10 | Curazao              | 0       | 0              | 1             | 0             | 0             | -             | 2             | 3     |
| 10 | Líbano               | 0       | 0              | 1             | 0             | 1             | -             | 1             | 3     |
| 10 | Senegal              | 0       | 0              | 1             | 0             | 0             | -             | 0             | 1     |
| 11 | Alemania             | 0       | 0              | 0             | 1             | 0             | -             | 0             | 1     |
| 11 | Filipinas            | 0       | 0              | 0             | 1             | 0             | -             | 1             | 2     |
| 11 | Perú                 | 0       | 0              | 0             | 1             | 0             | -             | 4             | 5     |
| 12 | Ecuador              | 0       | 0              | 0             | 0             | 1             | -             | 4             | 5     |
| 12 | México               | 0       | 0              | 0             | 0             | 1             | -             | 5             | 6     |
| 12 | Singapur             | 0       | 0              | 0             | 0             | 1             | -             | 0             | 1     |
| 13 | El Salvador          | 0       | 0              | 0             | 0             | 0             | 1             | 3             | 4     |
| 14 | República Dominicana | 0       | 0              | 0             | 0             | 0             | -             | 5             | 5     |
| 15 | Aruba                | 0       | 0              | 0             | 0             | 0             | -             | 2             | 2     |
| 15 | Bahamas              | 0       | 0              | 0             | 0             | 0             | -             | 2             | 2     |
| 15 | Bélgica              | 0       | 0              | 0             | 0             | 0             | -             | 2             | 2     |
| 15 | Costa Rica           | 0       | 0              | 0             | 0             | 0             | -             | 2             | 2     |
| 15 | Indonesia            | 0       | 0              | 0             | 0             | 0             | -             | 2             | 2     |
| 15 | Nicaragua            | 0       | 0              | 0             | 0             | 0             | -             | 2             | 2     |
| 15 | Paraguay             | 0       | 0              | 0             | 0             | 0             | -             | 2             | 2     |
| 16 | Argentina            | 0       | 0              | 0             | 0             | 0             | -             | 1             | 1     |
| 16 | Australia            | 0       | 0              | 0             | 0             | 0             | -             | 1             | 1     |
| 16 | Birmania             | 0       | 0              | 0             | 0             | 0             | -             | 1             | 1     |
| 16 | China                | 0       | 0              | 0             | 0             | 0             | -             | 1             | 1     |
| 16 | Corea del Sur        | 0       | 0              | 0             | 0             | 0             | -             | 1             | 1     |
| 16 | Etiopía              | 0       | 0              | 0             | 0             | 0             | -             | 1             | 1     |
| 16 | Filipinas-Europe     | 0       | 0              | 0             | 0             | 0             | -             | 1             | 1     |
| 16 | Guyana               | 0       | 0              | 0             | 0             | 0             | -             | 1             | 1     |
| 16 | Honduras             | 0       | 0              | 0             | 0             | 0             | -             | 1             | 1     |
| 16 | Palestina            | 0       | 0              | 0             | 0             | 0             | -             | 1             | 1     |
| 16 | Serbia               | 0       | 0              | 0             | 0             | 0             | -             | 1             | 1     |
| 16 | Sri Lanka            | 0       | 0              | 0             | 0             | 0             | -             | 1             | 1     |
| 16 | Venezuela            | 0       | 0              | 0             | 0             | 0             | -             | 1             | 1     |